# Савово
Савово је насељено место града Краљева у Рашком округу. Према попису из 2022. било је 34 становника.

## Заселак Поноре
Заселак Поноре, као део села, налази се испод планине Чемерно, на надморској висини око 1100м. До 2010. године је имало десетак становника, који задњних година силазе у ниже крајеве. Заселак је доживео велики пад наталитета почетком 21. века и одсељавање из села. Има око 30 домаћинстава које су остале углавном празне, које се отворе два, три пута годишње.
Богато је потоцима, биљним и животињским светом. У задњих пет, шест година мештани су почели поново да се окупљају ради одржавања сабора, када је заселак најпунији.

## Демографија
У насељу Савово живи 153 пунолетна становника, а просечна старост становништва износи 51,5 година (49,9 код мушкараца и 53,1 код жена). У насељу има 70 домаћинстава, а просечан број чланова по домаћинству је 2,37.
Ово насеље је у потпуности насељено Србима (према попису из 2002. године), а у последња три пописа, примећен је пад у броју становника.
|  |

| Демографија | Демографија | Демографија |
| Година      | Становника  | Становника  |
| ----------- | ----------- | ----------- |
| 1948.       | 822         |             |
| 1953.       | 810         |             |
| 1961.       | 819         |             |
| 1971.       | 577         |             |
| 1981.       | 438         |             |
| 1991.       | 256         | 248         |
| 2002.       | 166         | 175         |

| Етнички састав према попису из 2002.‍ | Етнички састав према попису из 2002.‍ | Етнички састав према попису из 2002.‍ | Етнички састав према попису из 2002.‍ | Етнички састав према попису из 2002.‍ |
| ------------------------------------ | ------------------------------------ | ------------------------------------ | ------------------------------------ | ------------------------------------ |
|                                      |                                      |                                      |                                      |                                      |
| Срби                                 | Срби                                 |                                      | 166                                  | 100,0%                               |
| непознато                            | непознато                            |                                      | 0                                    | 0,0%                                 |

| Година пописа     | 1948. | 1953. | 1961. | 1971. | 1981. | 1991. | 2002. |
| ----------------- | ----- | ----- | ----- | ----- | ----- | ----- | ----- |
| Број домаћинстава | 135   | 133   | 140   | 133   | 117   | 96    | 70    |

| Број чланова      | 1  | 2  | 3  | 4 | 5 | 6 | 7 | 8 | 9 | 10 и више | Просек |
| ----------------- | -- | -- | -- | - | - | - | - | - | - | --------- | ------ |
| Број домаћинстава | 19 | 30 | 11 | 5 | 0 | 1 | 4 | 0 | 0 | 0         | 2,37   |

| Пол    | Укупно | Неожењен/Неудата | Ожењен/Удата | Удовац/Удовица | Разведен/Разведена | Непознато |
| ------ | ------ | ---------------- | ------------ | -------------- | ------------------ | --------- |
| Мушки  | 78     | 24               | 46           | 4              | 4                  | 0         |
| Женски | 80     | 13               | 48           | 19             | 0                  | 0         |
| УКУПНО | 158    | 37               | 94           | 23             | 4                  | 0         |

| Пол    | Укупно                    | Пољопривреда, лов и шумарство | Рибарство                            | Вађење руде и камена | Прерађивачка индустрија       |
| ------ | ------------------------- | ----------------------------- | ------------------------------------ | -------------------- | ----------------------------- |
| Мушки  | 43                        | 38                            | 0                                    | 0                    | 1                             |
| Женски | 41                        | 40                            | 0                                    | 0                    | 1                             |
| УКУПНО | 84                        | 78                            | 0                                    | 0                    | 2                             |
| Пол    | Производња и снабдевање   | Грађевинарство                | Трговина                             | Хотели и ресторани   | Саобраћај, складиштење и везе |
| Мушки  | 0                         | 0                             | 0                                    | 1                    | 1                             |
| Женски | 0                         | 0                             | 0                                    | 0                    | 0                             |
| УКУПНО | 0                         | 0                             | 0                                    | 1                    | 1                             |
| Пол    | Финансијско посредовање   | Некретнине                    | Државна управа и одбрана             | Образовање           | Здравствени и социјални рад   |
| Мушки  | 0                         | 0                             | 0                                    | 0                    | 0                             |
| Женски | 0                         | 0                             | 0                                    | 0                    | 0                             |
| УКУПНО | 0                         | 0                             | 0                                    | 0                    | 0                             |
| Пол    | Остале услужне активности | Приватна домаћинства          | Екстериторијалне организације и тела | Непознато            | Непознато                     |
| Мушки  | 1                         | 0                             | 0                                    | 1                    | 1                             |
| Женски | 0                         | 0                             | 0                                    | 0                    | 0                             |
| УКУПНО | 1                         | 0                             | 0                                    | 1                    | 1                             |